# 宽叶小叶杨
宽叶小叶杨（学名：Populus simonii var. latifolia）为杨柳科杨属下的一个变种。

## 扩展阅读
- 維基物種上的相關：宽叶小叶杨